# 弦楽五重奏曲第1番 (メンデルスゾーン)
弦楽五重奏曲第1番 イ長調 作品18, MWV R 21 は、フェリックス・メンデルスゾーンが1826年に作曲した弦楽五重奏曲。

## 概要
1826年の3月から4月にかけて作曲されたもので、当初は第2楽章にスケルツォ、第3楽章にメヌエットを配置する全4楽章から構成される作品であったが、メンデルスゾーンはこうした楽章の配置に疑問を感じていたためか、出版はされなかった。
その後、1832年に幼少の頃からの友人であったエドゥアルト・リーツが亡くなった際、メンデルスゾーンはその死を悼んで『弦楽五重奏のためのアンダンテ』を作曲した。このアンダンテを以前に作曲した弦楽五重奏曲の第2楽章とし、第3楽章のメヌエットを削除してスケルツォを第3楽章に移した。後にこの形が最終稿として出版されたが、出版されるまでには第1楽章と第4楽章もいくらか補筆が行われている。
撤回したメヌエットは楽譜が現存しており、こちらはダニーロ・ロッシ（ヴィオラ）とファイン・アーツ弦楽四重奏団による「メンデルスゾーン：弦楽五重奏曲全集」（Naxos）に収録されている。

## 曲の構成
全4楽章、演奏時間は約28分。
- 第1楽章 アレグロ・コン・モート
イ長調、4分の3拍子、ソナタ形式。
- 第2楽章 間奏曲：アンダンテ・ソステヌート
ヘ長調、4分の3拍子、ソナタ形式。
- 第3楽章 スケルツォ：アレグロ・ディ・モルト
ニ短調、4分の2拍子。
自由なフーガで書かれたスケルツォの楽章。
- 第4楽章 アレグロ・ヴィヴァーチェ
イ長調、4分の2拍子、ソナタ形式。

## 関連作品
- 弦楽五重奏曲第2番 変ロ長調 作品87, MWV R 33